# Фошар, Пьер
Пьер Фошар (фр. Pierre Fauchard; 2 января 1679, Сен-Дени-де-Гастин — 21 марта 1761, Париж) — французский хирург и стоматолог. Основатель ортодонтии; «отец современной стоматологии». Автор научного труда «Хирург-дантист, или трактат о зубах» (1728), первой книги, систематизировавшей практические и теоретические знания в области зубоврачевания.

## Биография
О ранних годах жизни Пьера Фошара известно немного. Долгое время считалось, что он родился в 1677 или 1678 году, и лишь в 2011 году были обнаружены архивные документы, проливающие свет на некоторые подробности его биографии. В частности, стали известны дата и место его рождения: 2 января 1679 года, Сен-Дени-де-Гастин (Майен).
В своём «Трактате» Фошар называет своим учителем Александра Потлере (фр. Alexandre Poteleret), главного хирурга королевского флота. Принято считать, что в возрасте четырнадцати или пятнадцати лет Пьер поступил в военный флот, где под руководством Потлере изучал болезни зубов и полости рта, распространённые среди моряков. И, хотя впоследствии исследователи пришли к выводу, что принимать непосредственное участие в морских походах он не мог, поскольку в документах морского флота его имя отсутствует, высока вероятность того, что с 1693 по 1695 год он действительно учился у Потлере.

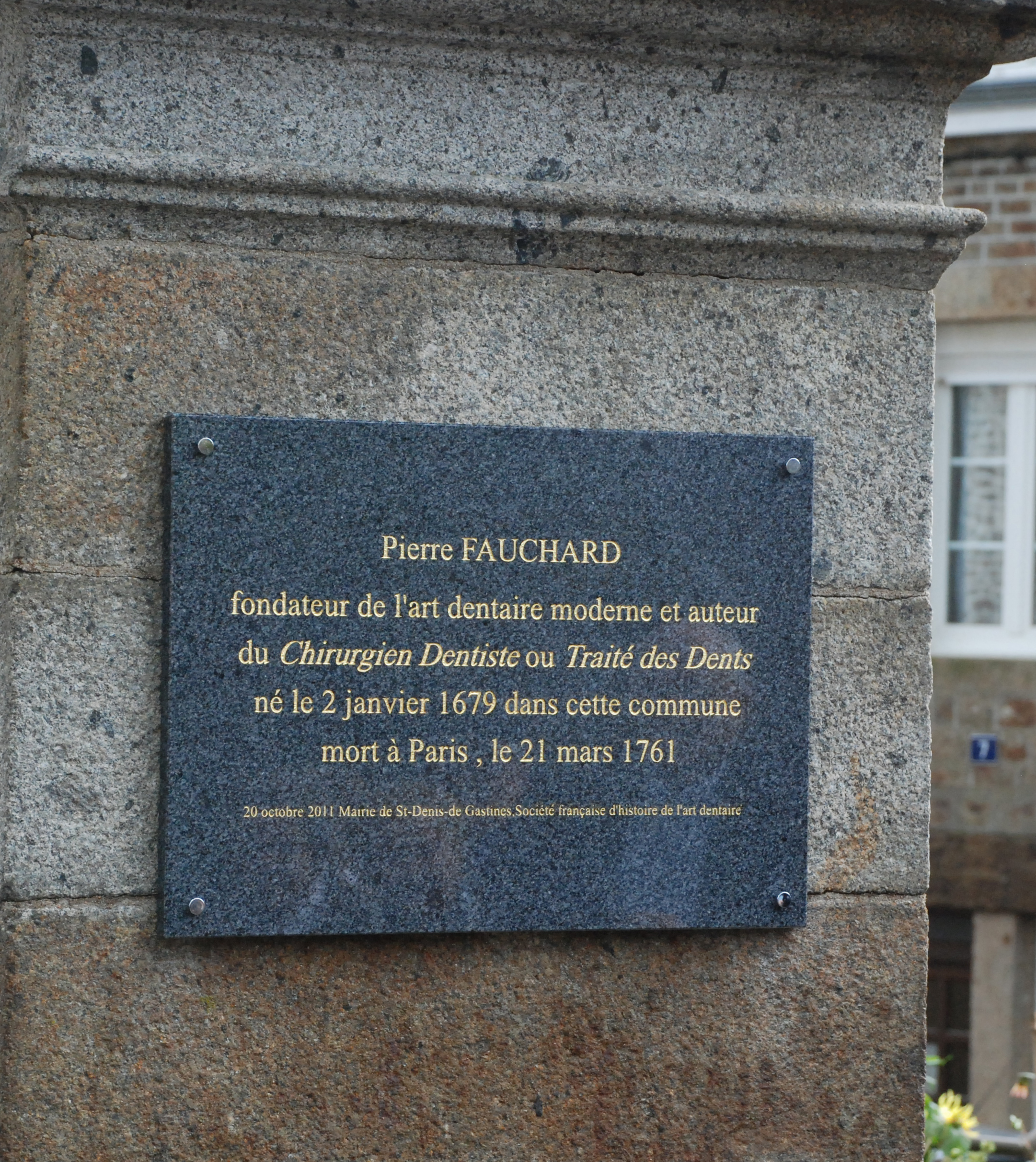
Памятная табличка в Сен-Дени-де-Гастин

Многие сведения о биографии Фошара основываются на фактах, которые приводит он сам в разделе «Наблюдения» (Observations), завершающем первый том его «Трактата». Оттуда, в частности, известно, что в 1696 году, в возрасте семнадцати лет, он начал зубоврачебную практику в Анже. С 1705 по 1717 год работал на западе Франции (Ренн, Тур, Нант, Анже); в 1718 году приехал в Париж, где занялся частной практикой. Вскоре Фошар приобрёл репутацию лучшего специалиста по лечению зубов; его пациентами были знатные и состоятельные горожане. В своём «Трактате» он упоминает, что к нему обращались за консультациями знаменитые хирурги того времени: Гельвеций, Вердье, Пети, Ла Пейрони, Винслов и другие. Сам Фошар называл себя «хирургом-дантистом» (chirurgien dentiste), став первым, кто использовал этот термин; подобное именование должно было отличать человека со специальной подготовкой от всех тех, кто практиковал зубоврачевание во времена Фошара: цирюльников, кузнецов, лекарей-самоучек и т. п..
Фошар был трижды женат; первой его женой стала в 1699 году Мари-Анн Лефевр, вдова хирурга Яна Давида. Овдовев, он женился в 1729 году на семнадцатилетней Элизабет Шемен, происходившей из театральной династии. В этом браке родился единственный сын Фошара Жан-Батист. Отец надеялся, что мальчик пойдёт по его стопам, однако у того не лежала душа к хирургии. Впоследствии он стал актёром Комеди Франсез и прославился под псевдонимом Гранмениль, выбранным в честь одноимённого поместья, которое в 1734 году приобрёл его разбогатевший отец. В 1739 году Элизабет умерла; в 1747 году, в возрасте 68 лет, Фошар женился в третий раз: на её кузине, восемнадцатилетней Луизе Руссело.
Пьер Фошар умер в Париже 21 марта 1761 года и был похоронен в церкви Святых Космы и Дамиана (могила не сохранилась). Его практику унаследовал один из его компаньонов, Андре Леру де ла Фонд (André Leroux de la Fonde, 1724—1789).

## Научные достижения

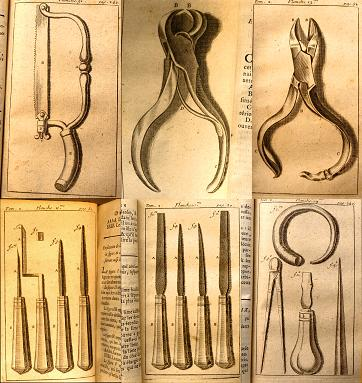
Иллюстрация из «Трактата о зубах»

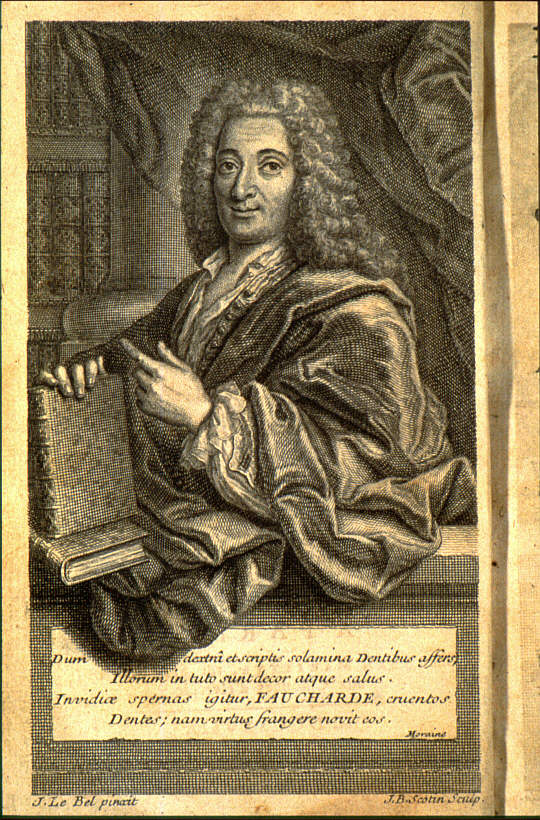
Портрет Фошара на фронтисписе «Трактата». Гравюра Ж.-Б. Скотена по картине Ж.-Б. Лебеля

В 1728 году в Париже был издан научный труд Фошара «Хирург-дантист, или Трактат о зубах» (Le chirurgien dentiste, ou Traité des dents). Двухтомное издание насчитывало 800 страниц и содержало множество иллюстраций; первый том был посвящён анатомии зубов, гигиене ротовой полости, заболеваниям зубов и дёсен; второй — инструментам, используемым в зубоврачебном деле, методам лечения и удаления зубов, тонкостям использования зубных протезов. На фронтисписе первого тома был помещён портрет автора: Фошар держит в руках книгу (вероятно, собственный труд) как символ учёности.
«Трактат о зубах» стал первым руководством, в котором были собраны и систематизированы практические и теоретические знания в области зубоврачевания. Он был высоко оценён современниками автора; так, Ремон-Жакоб Фино, профессор Парижского медицинского факультета, писал в 1726 году о Фошаре и его труде: «Эти выводы, добытые усердным трудом и полученные благодаря наиполнейшему профессиональному опыту, сделали его человеком, знающим все эти болезни настолько хорошо, что ни один дантист, как в прошлом, так и в настоящем, не может с ним сравниться». Уже в 1733 году трактат был переведён на немецкий язык; в 1746 и 1786 годах последовали французские переиздания. В 2018 году вышел первый перевод труда Фошара на русский язык.
В своём труде Фошар представил одну из первых классификаций болезней зубов; в общей сложности он описал около 130 заболеваний и предложил объяснение этиологии и патогенеза некоторых из них. В числе прочего Фошар впервые описал пародонтоз, который долгое время называли «болезнью Фошара» (la maladie de Fauchard). Весьма значителен его вклад в зубопротезирование; в числе прочего он разработал ряд методик крепления протезов, усовершенствовал так называемые обтураторы, выдвинул идею конструирования штифтовых зубов и впервые предложил наносить на поверхность искусственных зубов
эмаль в эстетических целях.
Большой заслугой Фошара стало выделение стоматологии как самостоятельной врачебной дисциплины. Его называют отцом современной стоматологии и считают основателем ортодонтии.

## Память

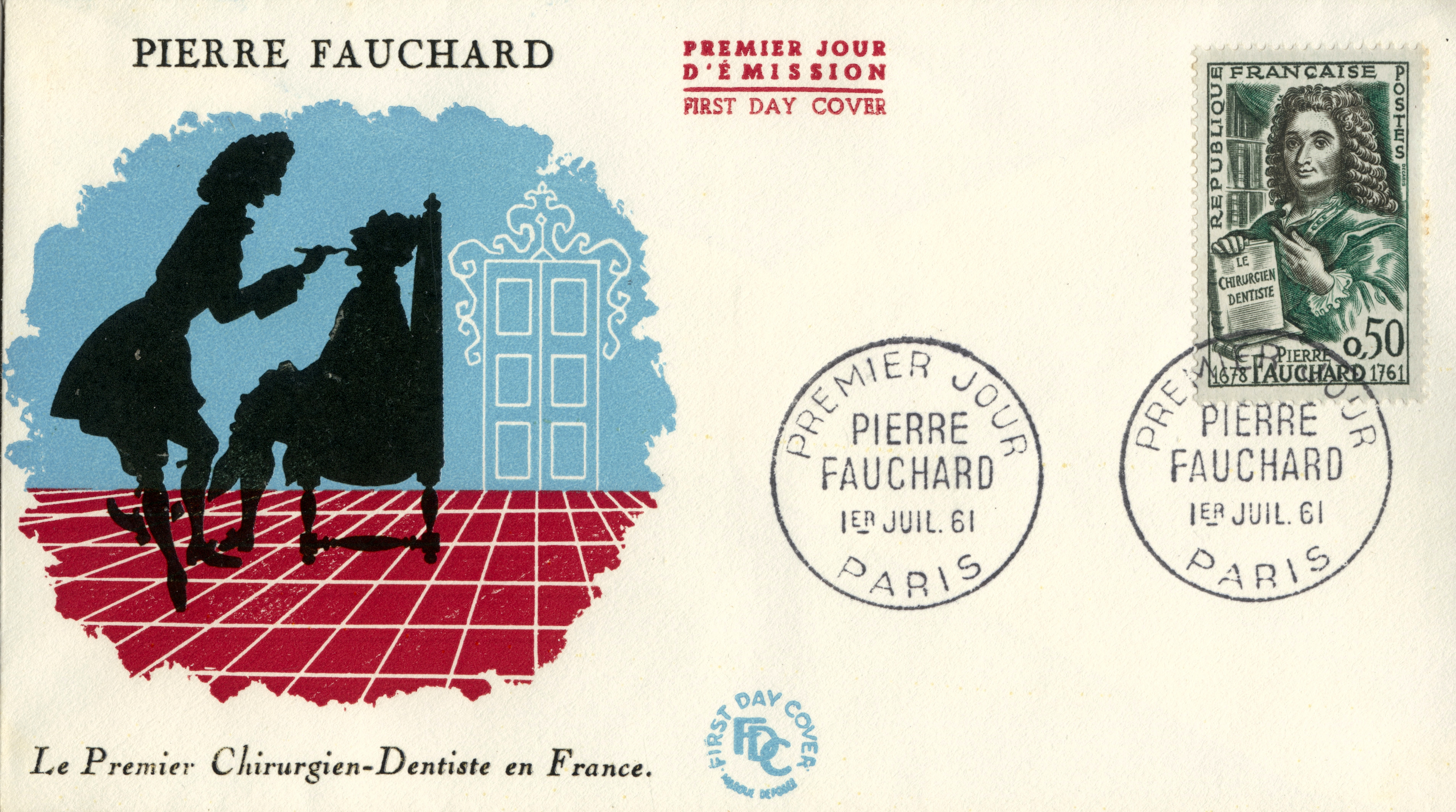
Почтовый конверт 1961 года, посвящённый Пьеру Фошару

В 1879 году в Париже был создан музей стоматологии, с 1937 года носивший название «Музей Пьера Фошара». Он неоднократно менял местонахождение и юридическую принадлежность; был некоторое время частью парижского Музея здравоохранения; после окончательного закрытия в 2012 году на его базе был создан в 2013 году Виртуальный музей стоматологии (Musée Virtuel de l’Art Dentaire, MVAD).
В 1936 году была основана Академия Пьера Фошара — международная некоммерческая организация, чьей главной целью является распространение знаний в области стоматологии и поддержка выдающихся специалистов. Академия финансирует исследования, обеспечивает премии, стипендии и образовательные программы, издаёт научные журналы.
В 1961 году, в честь двухсотлетия со дня смерти Фошара, Почта Франции выпустила посвящённую ему марку и конверт первого дня. Марки с изображением Фошара выходили также в 1999 году в Ливане.
В 2011 году посвящённый Пьеру Фошару музей был создан в США при Колледже Южной Невады.